# Acacia leptopetala
Acacia leptopetala är en ärtväxtart som beskrevs av George Bentham. Acacia leptopetala ingår i släktet akacior, och familjen ärtväxter. Inga underarter finns listade i Catalogue of Life.